# Damarhars

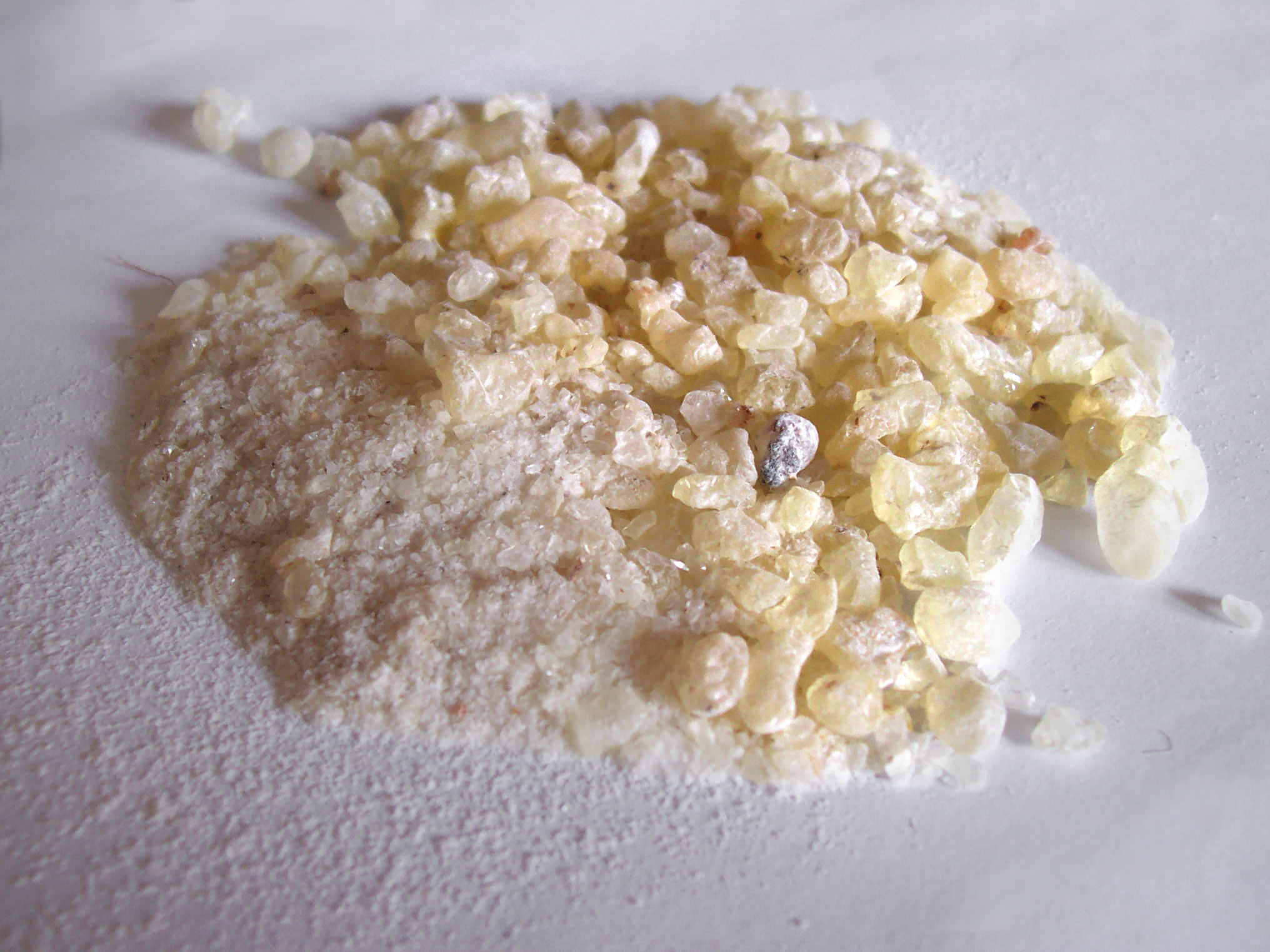
Damarhars van de boom Canarium strictum

Damarhars is een natuurlijke washars met een smeltpunt van 120 °C die gewonnen wordt uit het hoogstammig hardhout van de familie van de Dipterocarpaceae afkomstig uit Indonesië, Thailand, Maleisië en Sabah. Sinds de 20e eeuw wordt de hars ook in Europa gebruikt. De meest gebruikelijke toepassing van de hars is als vernis. Damarhars wordt goed door terpentijn opgelost, slecht door terpentine.
Het volgende recept wordt gebruikt als olieverfemulsiemedium:
250 gram damarhars laten weken in 1 liter terpentijn.  Vervolgens een 1 literfles vullen met ¼ geweekte damarhars-terpentijnmengeling, ¼ gebleekte lijnolie en ½ kokend water.
Dit mengsel dient een 15-tal minuten geschud te worden tot het geheel een homogeen mengsel blijft. Beter kan het mengsel eerst gefiltreerd worden om de zogenoemde "damarwas" (geoxideerde harszuren) te verwijderen, anders zal de olieverffilm vertroebelen. Men kan ook alcohol toevoegen, maar dat zal de vergeling vergroten.